# Photoscotosia nitida
Photoscotosia nitida là một loài bướm đêm trong họ Geometridae.